# Kiev Golf Club
De  Kiev Golf Club is een golfclub in Oekraïne. 
De plannen werden in 2008 bekendgemaakt. De Park Course werd al in 2008 geopend, de grote baan werd in 2012 geopend. Zij bevinden zich op het 400 ha Golfstream sportcomplex op ongeveer 30 km van Kiev. Het complex bestaat uit de 18-holes Championship Course, de 9-holes Park Course (par 30), een binnen- en buitenmanege, een poloveld en een sportpark. Vrijdags bestaat de mogelijkheid de 9-holes Centaur Course (par 36) te spelen, deze bestaat uit een selectie van 9 holes van beide golfbanen. 
Het complex werd ontworpen door het Zweedse bureau Tema. Het clubhuis beslaat 3200m2 en heeft ook een casino. Op Golfstream worden een woonwijk gebouwd voor de elite van Kiev, men verwacht diplomaten, zakenmensen en vertegenwoordigers van internationale organisaties.
In 2012 werd hier het eerste internationale toernooi georganiseerd door de Ladies European Tour Access Series. Het Kiev Open werd gewonnen door de Russische Anastasia Kostina.